# Slammiversary XIII
Slammiversary XIII foi um evento de luta livre profissional produzido pela Total Nonstop Action Wrestling (TNA) e transmitido em formato pay-per-view que ocorreu em 28 de junho de 2015, no Impact Zone na cidade de Orlando, Flórida. Este foi o décimo primeiro evento da cronologia do Slammiversary e o primeiro pay-per-view de 2015 no calendário da TNA.

## Antes do evento
Slammiversary XIII teve combates de luta profissional de diferentes lutadores com rivalidades e histórias pré-determinadas, que se desenvolveram no Impact Wrestling — programa de televisão da Total Nonstop Action Wrestling (TNA). Os lutadores interpretaram um vilão ou um mocinho seguindo uma série de eventos para gerar tensão, culminando em várias lutas.

## Resultados
| Nº                                          | Resultados                                                                                    | Estipulações | Tempo |
| ------------------------------------------- | --------------------------------------------------------------------------------------------- | --- | ----- |
| 1                                           | Tigre Uno (c) derrotou Manik e DJ Z                                                           | Luta three way de eliminação pelo Campeonato da X Division da TNA                                                                                | 12:05 |
| 2                                           | Robbie E derrotou Jessie Godderz                                                              | Luta individual | 11:35 |
| 3                                           | Bram derrotou Matt Morgan                                                                     | Luta street fight | 9:30  |
| 4                                           | Austin Aries derrotou Davey Richards                                                          | Luta individual; o vencedor poderia escolher a estipulação para a 5º luta na série melhor de cinco pelo vago Campeonato Mundial de Duplas da TNA | 17:15 |
| 5                                           | Awesome Kong e Brooke derrotaram The Dollhouse (Taryn Terrell, Jade e Marti Bell)             | Luta 3-contra-2 | 8:05  |
| 6                                           | James Storm derrotou Magnus                                                                   | Luta não sancionada | 16:40 |
| 7                                           | Ethan Carter III e Tyrus derrotaram Lashley e Mr. Anderson                                    | Luta de duplas | 10:10 |
| 8                                           | Jeff Jarrett (com Karen Jarrett) derrotou Matt Hardy, Eric Young, Drew Galloway e Bobby Roode | Luta King of the Mountain pelo novo TNA King of the Mountain Championship                                                                        | 20:25 |
| (c) – Refere-se aos campeões antes da luta. |                                                                                               | |       |